# Челядин, Артём Геннадьевич
Артём Генна́дьевич Челя́дин (укр. Артем Геннадійович Челядін; род. 29 декабря 1999, Новоград-Волынский, Житомирская область) — украинский футболист, полузащитник клуба «Ворскла».

## Карьера
Артём начинал заниматься футболом в ДЮСШ из своего родного Новограда-Волынского. В 2012 году он вошёл в систему стрыйской «Скалы». Его дебют за первую команду клуба состоялся 18 марта 2017 года в матче первой лиги против черкасского «Днепра». Всего в своём первом сезоне на взрослом уровне полузащитник провёл 13 игр. В сезоне 2017/18 Артёма перевели обратно в юношеский состав «Скалы», и за первую команду он больше не выступал.
В 2018 году он перешёл в «Ворсклу» и стал выступать за её молодёжный состав. Артём дебютировал за «зелёно-белых» 28 июля 2019 года, заменив Артура на 90-й минуте матча премьер-лиги Украины против луганской «Зари». 3 июля 2020 года он забил первый мяч в карьере, поразив ворота «Львова». Суммарно в сезоне 2019/20 полузащитник провёл 7 встреч в высшем дивизионе.

## Статистика выступлений
| Выступление      | Выступление      | Выступление      | Чемпионат | Чемпионат | Кубок Суперкубок | Кубок Суперкубок | Еврокубки | Еврокубки | Итого | Итого |
| Клуб             | Лига             | Сезон            | Игры      | Голы      | Игры             | Голы             | Игры      | Голы      | Игры  | Голы  |
| ---------------- | ---------------- | ---------------- | --------- | --------- | ---------------- | ---------------- | --------- | --------- | ----- | ----- |
| Скала (Стрый)    | ПФЛ              | 2016/17          | 13        | 0         | 0                | 0                | —         | —         | 13    | 0     |
| Скала (Стрый)    | Итого            | Итого            | 13        | 0         | 0                | 0                | 0         | 0         | 13    | 0     |
| Ворскла          | УПЛ              | 2019/20          | 7         | 1         | 0                | 0                | —         | —         | 7     | 1     |
| Ворскла          | УПЛ              | 2020/21          | 19        | 0         | 2                | 0                | —         | —         | 21    | 0     |
| Ворскла          | Итого            | Итого            | 26        | 1         | 2                | 0                | 0         | 0         | 28    | 1     |
| Всего за карьеру | Всего за карьеру | Всего за карьеру | 39        | 1         | 2                | 0                | 0         | 0         | 41    | 1     |

## Достижения
«Ворскла»
- Финалист Кубка Украины: 2023/24